# Toma Rosandić
Pour les articles homonymes, voir Toma.
Toma Rosandić (en serbe cyrillique : Тома Росандић ; né le 22 janvier 1878 à Split - mort le 1er mars 1958 à Split), son nom de naissance étant Tomaso Vincenzo, était un sculpteur serbe et yougoslave. Il est considéré comme l'un des sculpteurs les plus importants de Serbie.

## Biographie
Rosandić est né à Split sur la côte dalmate. Son nom de famille Rosandić était originaire de Podgora, un petit village côtier au sud de la Dalmatie et à environ 70 km au sud de Split. À Split, pendant sa jeunesse, Rosandić apprit à sculpter le bois et la pierre ; il était inspiré par les réalisations du jeune Ivan Meštrović qui était venu s'installer dans les parages, en provenance d'Otavice (en).
Les deux sculpteurs étudièrent à l'étranger avant de revenir à Split, Rosandić fit un voyage en Italie et exposa à Milan en 1906 et à Belgrade en 1912. Il s'installa dans la capitale serbe, où il logea dans les bâtiments de la vieille Taverne « ? ».
Pendant la Première Guerre mondiale, Rosandić partit pour Londres, où il exposa aux Grafton Galleries en 1917 puis à Brighton et Édimbourg. Après la guerre, il exposa notamment à Paris (1919) et finit par s'installer à Belgrade ; de 1920 à 1924, il vécut dans la maison Božić que lui alloua la ville ; cette maison abrite aujourd'hui le Musée des arts dramatiques de Belgrade. En 1927, l'artiste se fit construire sa propre maison qui lui servait en même temps d'atelier.
Rosandić et Meštrović  développèrent une sorte d'activité parallèle. Rosandić construisit un mausolée pour la famille Petrinović de Supetar, sur l'île de Brač, et Meštrović construisit un mausolée pour la famille Račić ; chacun s'inspira de l'histoire dalmate mais, tandis que Meštrović travailla selon un principe de simplicité, Rosandić utilisa pour son œuvre de riches éléments ornementaux gothiques et Renaissance, pour célébrer le passé national.
Pendant la Seconde Guerre mondiale, Rosandić se trouvait à Belgrade. Il fut interné dans un camp nazi puis relâché grâce à l'intervention de Dragomir Jovanović. Par la suite, Rosandić témoigna lors du procès de Belgrade[réf. nécessaire]. En 1948, il devint membre de plein droit de l'Académie serbe des sciences et des arts. Il resta à Belgrade jusqu'en 1955 puis retourna à Split, où il mourut en 1958.

## Œuvres

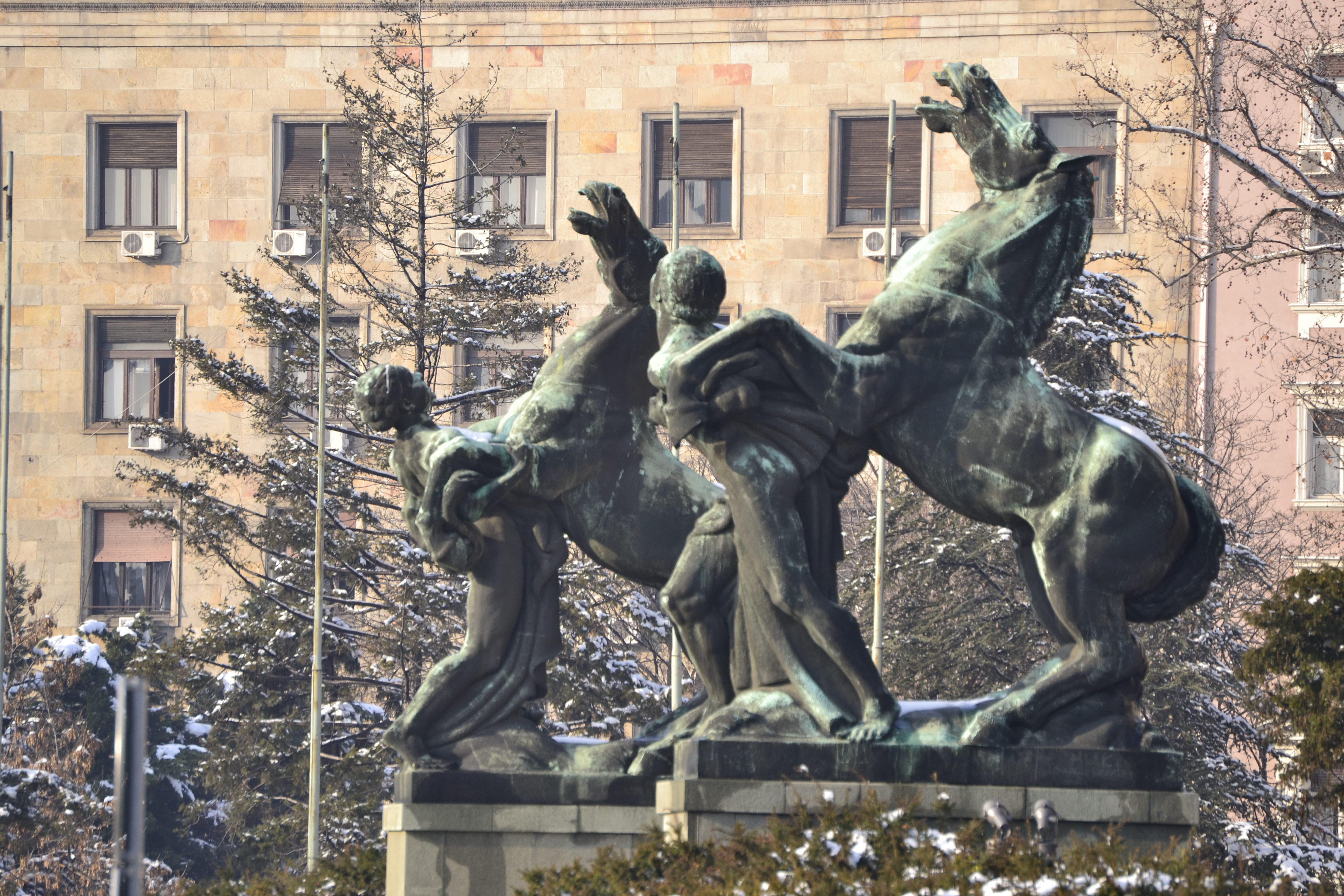
Igrali se konji vrani

Dans sa maturité, Rosandić a réalisé ses deux plus grands chefs-d'œuvre : Igrali se konji vrani, deux groupes en bronze représentant un homme luttant avec un cheval, sur un des côtés du bâtiment qui abrite aujourd'hui l'Assemblée nationale de Serbie, et une frise en pierre monumentale sur un monument de Subotica et datant de 1952. La plupart de ses projets en bronze ont été réalisées par la fonderie de Voždovac.
On trouve des œuvres de Toma Rosandić au Musée national de Kragujevac, au Musée d'art contemporain de Belgrade et, surtout au Musée Toma Rosandić de Belgrade. Dans le musée belgradois, parmi les créations les plus célèbres de l'artiste, figurent un Ecce homo en palissandre datant de 1915, un Autoportrait (1930) ou un Guerrier mourant (1935). On y trouve aussi une Crucifixion (1925), réalisée pour le projet de mausolée de la famille Petrinović à Supetar, sur l'île de Brač, mausolée construit entre 1924 et 1927, ainsi qu'une Résurrection et une représentation de l'Archange Saint-Michel.